# Carl-Fredric von Gerber
Carl-Fredric von Gerber, född den 10 oktober 1878 i Färlövs församling, Kristianstads län, död den 21 december 1969 i Ängelholm, var en svensk militär.
von Gerber avlade mogenhetsexamen i Lund 1897 och officersexamen 1899. Han blev underlöjtnant vid Norra skånska infanteriregementet sistnämnda år och löjtnant där 1902. Efter att ha genomgått Krigshögskolan 1905–1907 blev von Gerber kapten 1912. Han tjänstgjorde vid Statens Järnvägar 1908–1909, i generalstaben 1910–1912, i kommandoexpeditionen 1912–1913 och 1919–1921 samt som lärare vid infanteriskjutskolan 1914–1915. von Gerber befordrades till major vid Norrbottens regemente 1923, till överstelöjtnant vid Bohusläns regemente 1928 och till överste i Västra arméfördelningens reserv 1933. Han blev riddare av Svärdsorden 1920.